# Арђа (Вранча)
Арђа (рум. Argea) насеље је у Румунији у округу Вранча у општини Плоскуцени. Oпштина се налази на надморској висини од 103 m.

## Становништво
Према подацима из 2002. године у насељу је живело 404 становника, од којих су сви румунске националности.